# Atletisme als Jocs Olímpics d'Estiu de 1896 - Salt d'alçada homes
El salt d'alçada masculí va ser una de les quatre proves de salts que es disputà als Jocs Olímpics d'Atenes de 1896. El salt d'alçada es va disputar el 10 d'abril, prenent-hi part cinc atletes, tres d'ells dels Estats Units. Ellery Clark, que prèviament havia guanyat el salt de llargada, també guanya aquesta prova. Garrett i Connolly comparteixen la segona posició.

## Medallistes
| Or           | Plata                         | Bronze       |
| Ellery Clark | Robert Garrett James Connolly | no s'entrega |

## Resultats
| Posició | Atleta         | Alçada |
| ------- | -------------- | ------ |
| Or      | Ellery Clark   | 1,81 m |
| Argent  | Robert Garrett | 1,65 m |
| Argent  | James Connolly | 1,65 m |
| 4       | Henrik Sjöberg | 1,60 m |
| 5       | Fritz Hoffmann | 1,55 m |

Tots cinc atletes aconsegueixen saltar 1,50 m i 1,55 m. Hoffmann és el primer a quedar eliminat en no poder superar la barra situada a 1,60 m. Sjöberg sí que supera aquest llistó, però no pot fer el mateix amb 1,625 m. Els tres americans queden al capdavant, en superar també l'1,65. Sols Clark supera aquesta marca, superant successivament també 1,70, 1,75 i 1,81 metres.